# ペドロ・パブロ・アバルカ・イ・ボレア (第10代アランダ伯)

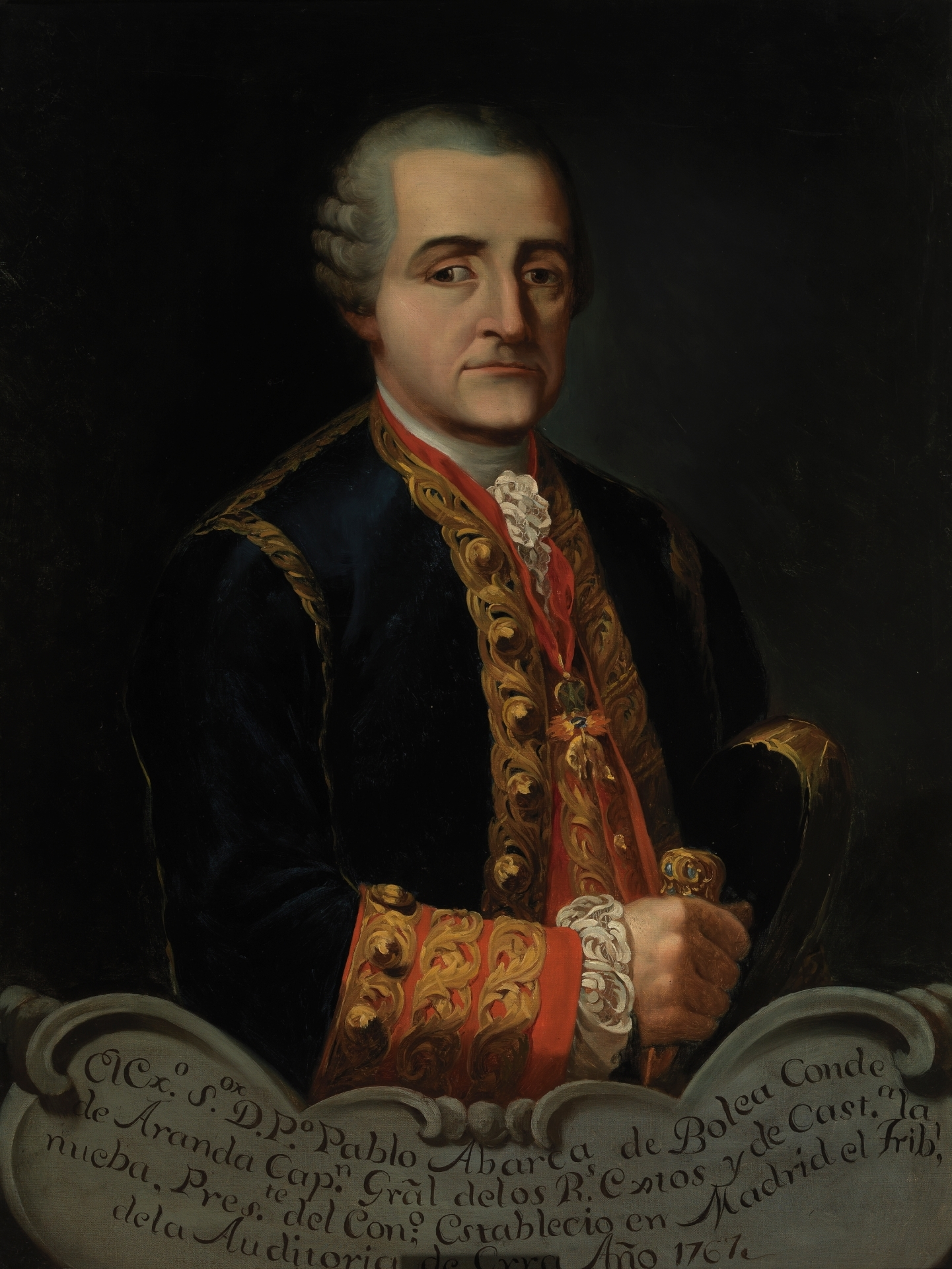
Portrait of the Count of Aranda, by José María Galván.

ドン・ペドロ・パブロ・アバルサ・デ・ボレア・イ・ヒメネス・デ・ウレア（Pedro Pablo Abarca de Bolea y Jiménez de Urrea、1718年 - 1798年）は、スペインの政治家・外交官。第10代アランダ伯爵。ウエスカのシエタモに生まれ、サラゴサのエピラで歿した。

## 青年時代
彼はボローニャの神学校で神学を学び始めたが、18歳の時にパルマの軍学校に転じた。1740年に彼はスペイン軍の将校となりオーストリア継承戦争で戦った。1943年に戦闘で幾度か負傷したため（死んだと見なされて戦場に取り残された）一時的に除隊し、ヨーロッパじゅうを旅した。その後ロシア帝国軍で学び、パリに住んだ。そこでディドロやヴィルテール、ダランベールと出会い、百科全書派や啓蒙主義運動について学んだ。彼は1754年9月に短期間ロンドンを訪れた。
時のスペインの宰相リカルド・ウォールの指導により、フェルナンド6世は1755年に彼をポルトガルへの大使、1757年には砲兵隊統監になった。1760年にはカルロス3世が彼をポーランド大使に任じ、帰国後はスペインによるポルトガル侵攻を指揮するためにサリア侯爵ニコラス・デ・カルバハル・イ・ランカストルに代わってポルトガルに送られた。彼の軍はアルメイダ包囲戦 (1762年)において重要拠点である国境の町 アルメイダを占領したものの、バレンシア・デ・アルカンタラの戦いで ジョン・バーゴイン率いるイギリス軍の仲裁に従って退却させられた。戦争はパリ条約 (1763年)の後しばらくして終結した。

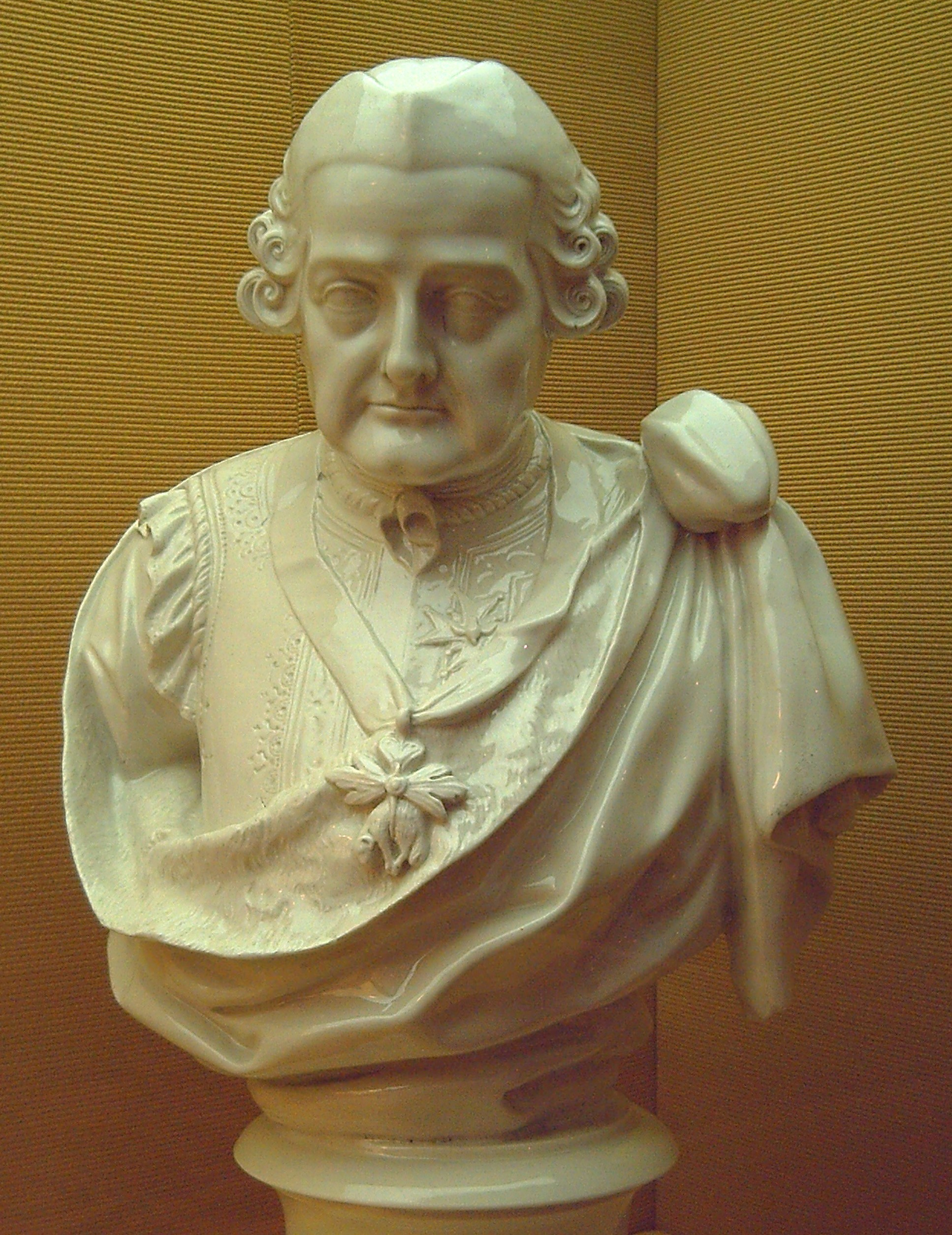
18世紀の磁器製のアランダ伯の胸像M.A.N., マドリード).

1763年に彼はバレンシア県の総督に任命された。エスキラーチェ暴動が発生した時、彼は新カスティーリャの総督兼カスティーリャ州の知事に任命された。彼は国王の個人的な信頼を活用し、彼の権力が首相と同等のものであるとした。彼は多くの啓蒙主義的改革を推進し、1767年のイエズス会の排除を支援した。アランダがカスティーリャ議長職にあった期間（1766-1773年）には演劇改革も行なわれ、この影響下に成立した作品群は「テアトロ・アランディノ」（アランダの演劇）と呼ばれることもある。彼の政治的及び延臣のライバルの筆頭はフロリダブランカ伯であり、彼の罷免を画策した。彼は1773年にフランス大使に任命され、1787年までフランスで過ごした。

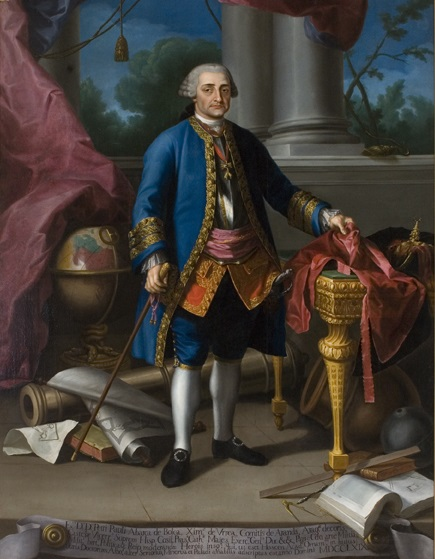
アランダ伯の肖像（ラモーン・バエウ作） (ウエスカ美術館)

## 首相時代
1792年、彼はフロリダブランカ伯に代わって宰相になるべくスペインに帰国した(スペインの首相一覧。 1792年にルイ16世が収監され、9月にフランス共和国設立が宣言された後、アランダの啓蒙主義的な傾向は、フランス革命に対して宣告された数カ国のヨーロッパの君主国による全面戦争と相容れないものと見られていた。アランダは、それゆえ11月に マヌエル・デ・ゴドイと交代した。 フランスとの国境地帯のルシヨンにおけるスペイン軍の敗北後、ゴドイとアランダは、枢密院 (スペイン)で公然と仲違いした。同晩、アランダは逮捕され、スペイン南部の ハエンに蟄居させられた。一年度、彼は恩赦を受け、アラゴンにある彼の所領に引退した。彼はサン・ファン・デ・ラペーニャの修道院に埋葬された。